# Leitrim (hrabstwo)
Leitrim (irl. Contae Liatroma) – hrabstwo w Irlandii, w prowincji Connacht.
Krótki odcinek granicy Leitrim stanowi wybrzeże Atlantyku, jest jednak ono raczej lądowym hrabstwem. Sąsiadami hrabstwa są: z prowincji Ulster – hrabstwo Donegal (na północy), Fermanagh (na północnym wschodzie) i Cavan (na wschodzie); z prowincji Leinster – hrabstwo Longford (na południu), a na zachodzie hrabstwa z Connacht: Roscommon i Sligo. Fermanagh znajduje się w Irlandii Północnej, reszta hrabstw – w Irlandii. Rzeka Shannon i Lough Allen dzielą Leitrim na North Leitrim (Leitrim Północne) i South Leitrim (Leitrim Południowe).
Hrabstwo ma jedną z najniższych gęstości zaludnienia w Irlandii, jest też jednym z najmniejszych hrabstw. Leitrim ma też najkrótsze wybrzeże, jedynie dwie mile na zachód od Bundoran.

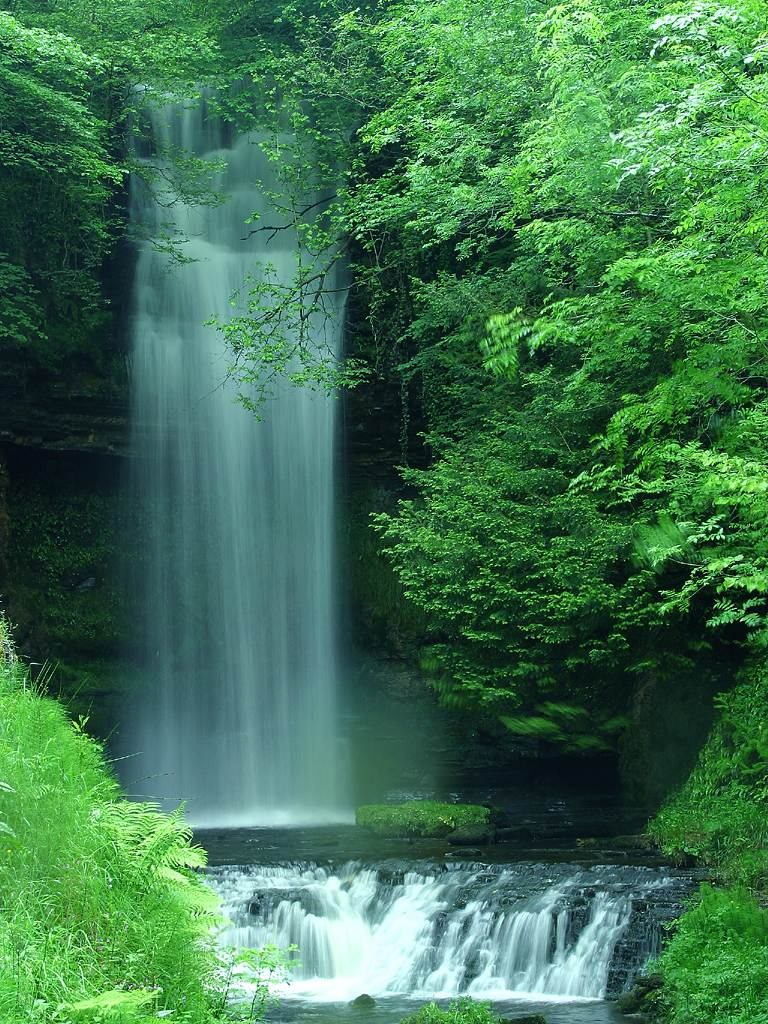
Wodospad Glencar, Leitrim

## Historia
W dawnych czasach hrabstwo Leitrim tworzyło zachodnią połowę królestwa Breifne. Rodzina O’Rourke z Dromahair przez długi czas miała duży wpływ na ten region, ich heraldyczne lwy do dzisiaj znajdują się na herbie hrabstwa. Początkowo istniały silne więzi z East Breifne (wschodnim Breifne), dzisiejszym hrabstwem Cavan, osiedlił się tam klan O’Reilly. Inwazja Normanów, którzy najechali te tereny w XIII wieku i okupowały południe Breifne.
Brytyjski Lord namiestnik, Sir John Perrott, rozkazał legalne ustanowienie hrabstwa Leitrim w 1565. Perrott wyznaczył też aktualne granice hrabstwa w roku 1583, zawierając w nich góry o tej samej nazwie na północnym zachodzie i bagniste polany na południowym wschodzie. Tradycyjnie mówi się o Pięciu Lasach, który rosły w Leitrim do XVII wieku. Dzisiejsze olbrzymie mokradła powstały zaraz po zniknięciu drzew. Wilgoć szybko zadecydowała o reputacji tych terenów: mieszkańcy mówili, że ziemia nie była sprzedawana akrami – była sprzedawana galonami!.

## Miasta i wioski hrabstwa Leitrim
- Ballinamore
- Carrick-on-Shannon, Carrigallen
- Dromod, Drumshanbo
- Keshcarrigan
- Leitrim
- Manorhamilton, Mohill
- Roosky